# Marsan (Frankrijk)
Marsan is een gemeente in het Franse departement Gers (regio Occitanie) en telt 430 inwoners (1999). De plaats maakt deel uit van het arrondissement Auch.

## Geografie
De oppervlakte van Marsan bedraagt 15,0 km², de bevolkingsdichtheid is 28,7 inwoners per km².
De onderstaande kaart toont de ligging van Marsan (Frankrijk) met de belangrijkste infrastructuur en aangrenzende gemeenten.

## Demografie

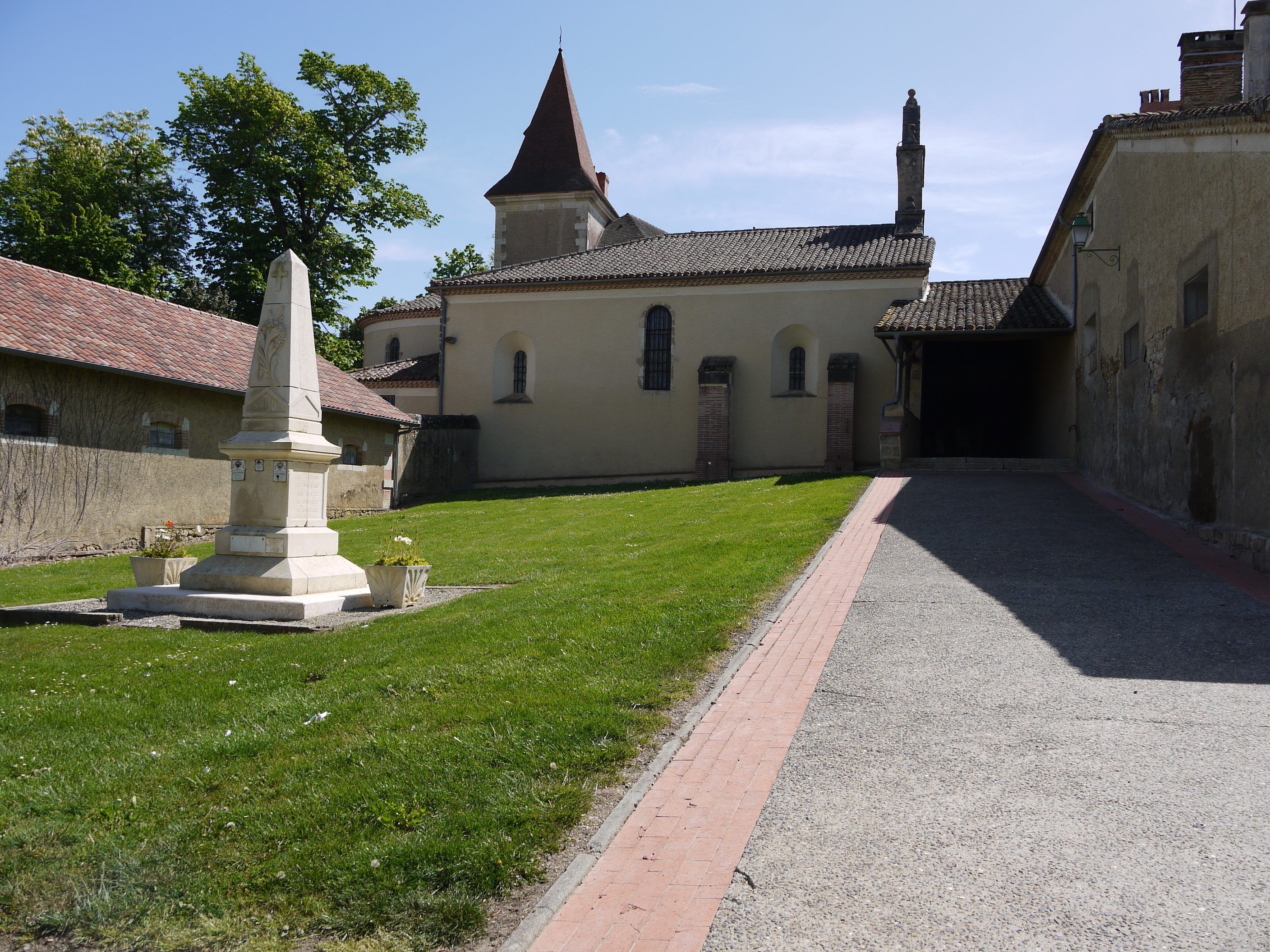
Marsan

Onderstaande figuur toont het verloop van het inwonertal (bron: INSEE-tellingen).